# Peresitschne
Peresitschne (ukrainisch Пересічне; russisch Пересечное Peresetschnoje) ist eine Siedlung städtischen Typs im Norden der ukrainischen Oblast Charkiw mit etwa 7000 Einwohnern (2019).

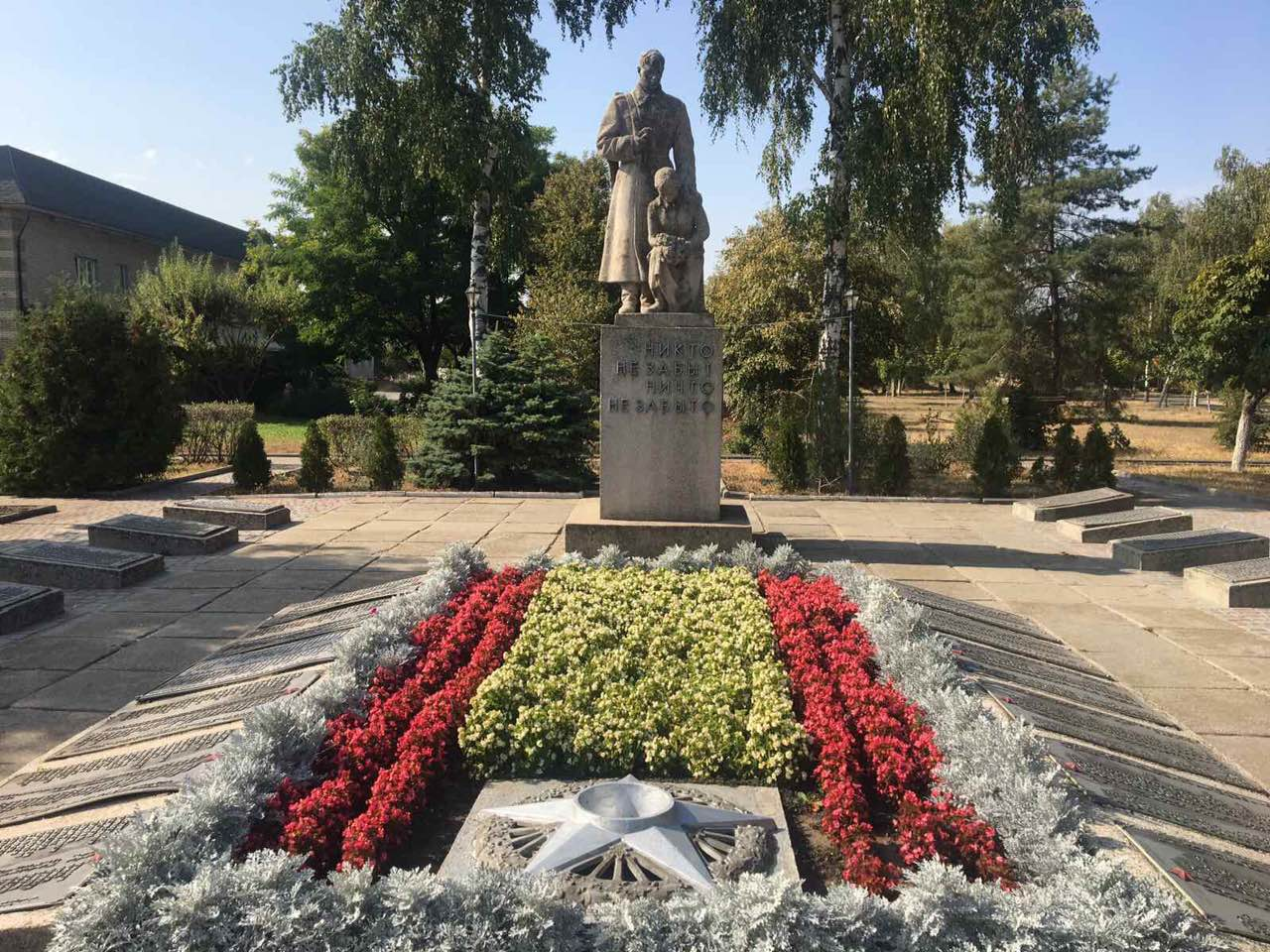
Denkmal im Ort

Die Ortschaft wurde 1650 gegründet, besitzt seit 1938 den Status einer Siedlung städtischen Typs, zwischen 1958 und dem 16. April 2013 hieß die Ortschaft Peresitschna (Пересічна).
Peresitschne liegt am linken Ufer des Udy und an der Regionalstraße P–46 etwa 23 km südwestlich vom ehemaligen Rajonzentrum Derhatschi und 22 km westlich vom Oblastzentrum Charkiw.
Am 12. Juni 2020 wurde die Siedlung ein Teil der neugegründeten Siedlungsgemeinde Solonyziwka, bis dahin bildete es zusammen mit den Ansiedlungen Beresiwske (Березівське) und Kurortne (Курортне) die gleichnamige Siedlungratsgemeinde Peresitschne (Пересічанська селищна рада/Peresitschanska selyschtschna rada) im Süden des Rajons Derhatschi.
Am 17. Juli 2020 kam es im Zuge einer großen Rajonsreform zum Anschluss des Rajonsgebietes an den Rajon Charkiw.